# 六氰合铁(II)酸钒(IV)酰
六氰合铁(II)酸钒(IV)酰是一种无机化合物，化学式为(VO)2[Fe(CN)6]。

## 制备
可由亚铁氰酸锂和硫酸钒酰之间在溶液中的复分解反应制备得到。
Li4[Fe(CN)6] + 2 VOSO4 → (VO)2[Fe(CN)6] + 2 Li2SO4

## 化学性质
(VO)2[Fe(CN)6]的十水合物受热分解为二水合物，进而按下式分解：
3 (VO)2[Fe(CN)6]·2H2O → 6 VO2 + Fe2[Fe(CN)6] + 12 HCN
561℃以上，Fe2[Fe(CN)6]进一步分解为Fe和(CN)2。